# Брега, Галина Степановна
Галина Степановна Брега (укр. Галина Степанівна Брега, 15 апреля 1935, Хутор) — советский и украинский историк, исследователь проблем истории культуры и науки XX века, истории международных отношений. Кандидат исторических наук (1973). Лауреат Государственной премии УССР в области науки и техники (1984). Автор более 120 научных трудов.

## Биография
Родилась 15 апреля 1935 года в селе Хутор. Из семьи военнослужащих.
В 1958 году окончила историко-филологический факультет Луцкого государственного педагогического института имени Леси Украинки.
В 1958—1960 годах работала преподавателем истории в средней школе и техникуме в Ровно.
В 1960—1970 годах — на освобождённой комсомольской работе: в 1960—1966 годах — инструктор, секретарь, первый секретарь Ровенского областного комитета Ленинского коммунистического союза молодёжи Украины, в 1966—1970 годах — заместитель заведующего отделом школьной молодежи Центрального комитета ВЛКСМ.
В 1970—1973 годах обучалась в аспирантуре Академии общественных наук при ЦК КПСС. С 1973 года — кандидат исторических наук, тема кандидатской диссертации — «Сотрудничество советских республик в области науки в годы первой пятилетки» (научный руководитель — академик АН СССР М. П. Ким).
В 1973—1975 годах — на освобождённой партийной работе, инструктор отдела науки и образовательных учреждений ЦК КП УССР.
В 1975—1981 годах — младший научный сотрудник, в 1981—2000 годах — старший научный сотрудник отдела истории социалистического и коммунистического строительства, отдела истории украинской культуры Института истории АН УССР (с 1990 года — Институт истории Украины АН УССР, с 1994 года — НАН Украины).
Имеет правительственные награды.

## Основные работы
- Нариси історії української інтелігенції (перша половина XX ст.): У 3-х кн. — К., 1994 (в соавторстве).
- Интеллигенция Советской Украины (некоторые вопросы историографии и методологии). — К., 1988 (в соавторстве).
- Сотрудничество ученых советских республик в создании материально-технической базы социализма. — К., 1984.
- Дружба и братство русского и украинского народов. — Кн. 2. — К., 1982 (в соавторстве).
- Нерушимая дружба украинского и молдавского народов в период социализма. — К., 1980 (в соавторстве).
- Сотрудничество советских республик в области науки в годы первой пятилетки. — К., 1978.